# 世界征服彼女
《世界征服彼女》是Navel社于2010年12月24日发行的18禁恋爱冒险類型游戏，由西又葵担任原画。2011年10月28日發售Fan disc《World Wide Love!》（World Wide Love! 世界征服彼女ファンディスク）。2025年3月27日發售任天堂Switch版。

## 外部連結
- 官方網站 （页面存档备份，存于）（日語）
- NS版官方網站 （页面存档备份，存于）（日語）